# Rafael Calzada
Rafael Calzada är en ort i Argentina.   Den ligger i provinsen Buenos Aires, i den centrala delen av landet, 20 km söder om huvudstaden Buenos Aires. Rafael Calzada ligger 24 meter över havet och antalet invånare är 56 419.
Terrängen runt Rafael Calzada är mycket platt. Runt Rafael Calzada är det mycket tätbefolkat, med 4 343 invånare per kvadratkilometer.. Närmaste större samhälle är Buenos Aires, 20,0 km norr om Rafael Calzada.
Runt Rafael Calzada är det i huvudsak tätbebyggt.